# فرانسین یورک
فرانسین یورک (انگلیسی: Francine York; ۲۶ اوت ۱۹۳۶ – ۶ ژانویهٔ ۲۰۱۷) یک هنرپیشه اهل ایالات متحده آمریکا بود. وی بین سال‌های ۱۹۶۱ تا ۲۰۱۴ میلادی فعالیت می‌کرد.

## گزیده فیلمشناسی
از فیلم‌ها یا برنامه‌های تلویزیونی که وی در آن نقش داشته‌است می‌توان به آثار زیر اشاره کرد.
- داستان وقت خواب (فیلم ۱۹۶۴) (۱۹۶۴)
- مرد خانواده (۲۰۰۰)